# 장명진 (삽화가)
장명진(張明振, 1975년 3월 11일 ~)은 대한민국의 삽화가, 일러스트레이션이다.
장명진은 대한민국의 유명한 삽화가이자 일러스트레이터로, 다양한 분야에서 활발히 활동하고 있습니다. 그의 작품은 광고, 교과서, 패키지 디자인, TV 광고, 뮤직비디오 등 다양한 매체에서 찾아볼 수 있으며, 특히 대기업과 공공기관의 프로젝트에 참여하며 독창적인 스타일로 많은 사랑을 받고 있습니다.

### 주요 활동 및 작품
1. 광고 및 패키지 디자인
  - 포르쉐, 현대자동차, LG, 삼성전자, 맥도날드, OB맥주, 신한카드, SK 등 유명 브랜드의 광고 및 패키지 디자인 작업을 진행했습니다.
  - 그의 작품은 브랜드의 아이덴티티를 강화하고 소비자와의 감정적 연결을 형성하는 데 큰 역할을 했습니다.
2. 교과서 및 출판물
  - 초등학교, 중학교 교과서 표지 및 삽화 작업을 비롯해, 어린이 도서, 과학 교재, 수학 교재 등 다양한 출판물에 참여했습니다.
  - 특히, 《Learn! KOREAN with BTS 1~4권》의 삽화 작업으로 BTS와 협업하며 국제적인 주목을 받았습니다.
3. 문화 및 예술
  - 레드벨벳 뮤직비디오 일러스트, SBS 뮤지엄 오브 컬러 프로젝트, 신라호텔, 파라다이스 시티 호텔 등 문화 예술 분야에서도 두각을 나타냈습니다.
  - 그의 작품은 단순한 시각적 아름다움을 넘어, 스토리텔링과 감정을 담아내는 데 탁월합니다.
4. 공공기관 프로젝트
  - 서울시, 한국수자원공사, 한국철도기술연구원, 한국산업안전보건공단 등 공공기관의 캠페인 및 프로젝트에 참여하며 사회적 메시지를 전달하는 데 기여했습니다.

### 대표 작품
- Learn! KOREAN with BTS 1~4권: BTS와의 협업으로 한국어 학습서의 삽화 작업을 진행하며 전 세계 팬들에게 사랑받았습니다.
- 위대한 개츠비 삽화: 삼성전자 갤럭시 언팩북 CF에 사용된 일러스트로 유명하며, 클래식한 스타일과 현대적인 감각을 결합한 작품입니다.
- 레드벨벳 뮤직비디오: SM 엔터테인먼트와의 협업으로 뮤직비디오에 삽입된 일러스트를 제작하며 음악과 시각예술의 융합을 보여주었습니다.

### 교육 및 출판
- 교과서 작업: 미래엔, 천재교육, 창비출판사 등 주요 출판사의 교과서 표지 및 삽화를 담당하며 교육 현장에서도 큰 기여를 했습니다.
- 어린이 도서: 《지니의 콩닥콩닥 세계여행》, 《아빠는 어떤 배를 탔을까?》, 《무지개 도시를 만드는 초록 슈퍼맨》 등 어린이를 위한 다양한 도서를 출간하며 상상력과 창의성을 자극하는 작품을 선보였습니다.

### 그의 스타일과 영향력
장명진은 독특한 스타일과 창의적인 접근 방식으로 대한민국 일러스트레이션 산업에서 중요한 위치를 차지하고 있습니다. 그의 작품은 단순히 시각적인 아름다움을 넘어, 메시지와 스토리를 전달하는 데 탁월한 능력을 보여줍니다. 또한, 다양한 분야에서의 활동을 통해 예술과 상업의 경계를 넘나들며 현대 예술의 새로운 지평을 열고 있습니다.